# Kurt Stoph
Kurt Werner Stoph (* 10. September 1912 in Schöneberg; † 30. April 1980 in Ost-Berlin) war ein deutscher Politiker (SED), Staatssekretär und Präsident des Fußball-Verbandes (DFV) in der DDR.

## Leben

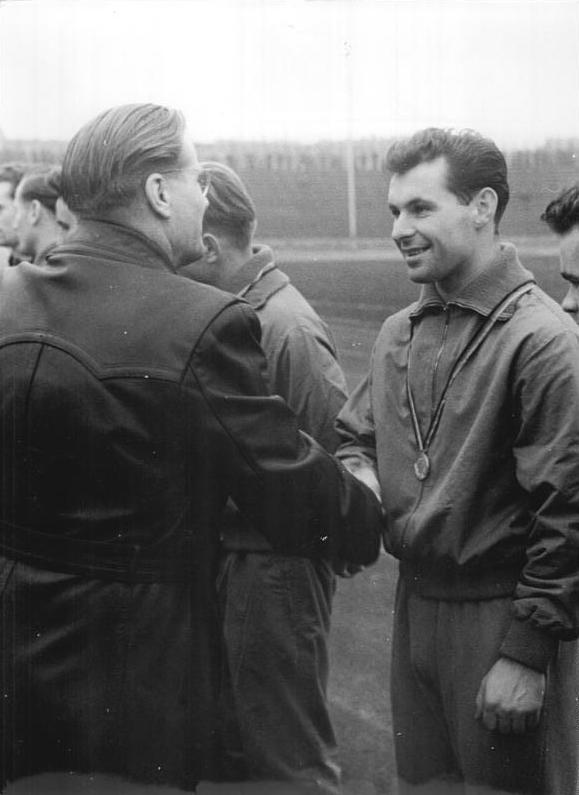
Der Präsident des DFV Kurt Stoph gratuliert Werner Unger (ASK Vorwärts Berlin) zur DDR-Meisterschaft, 23. November 1958

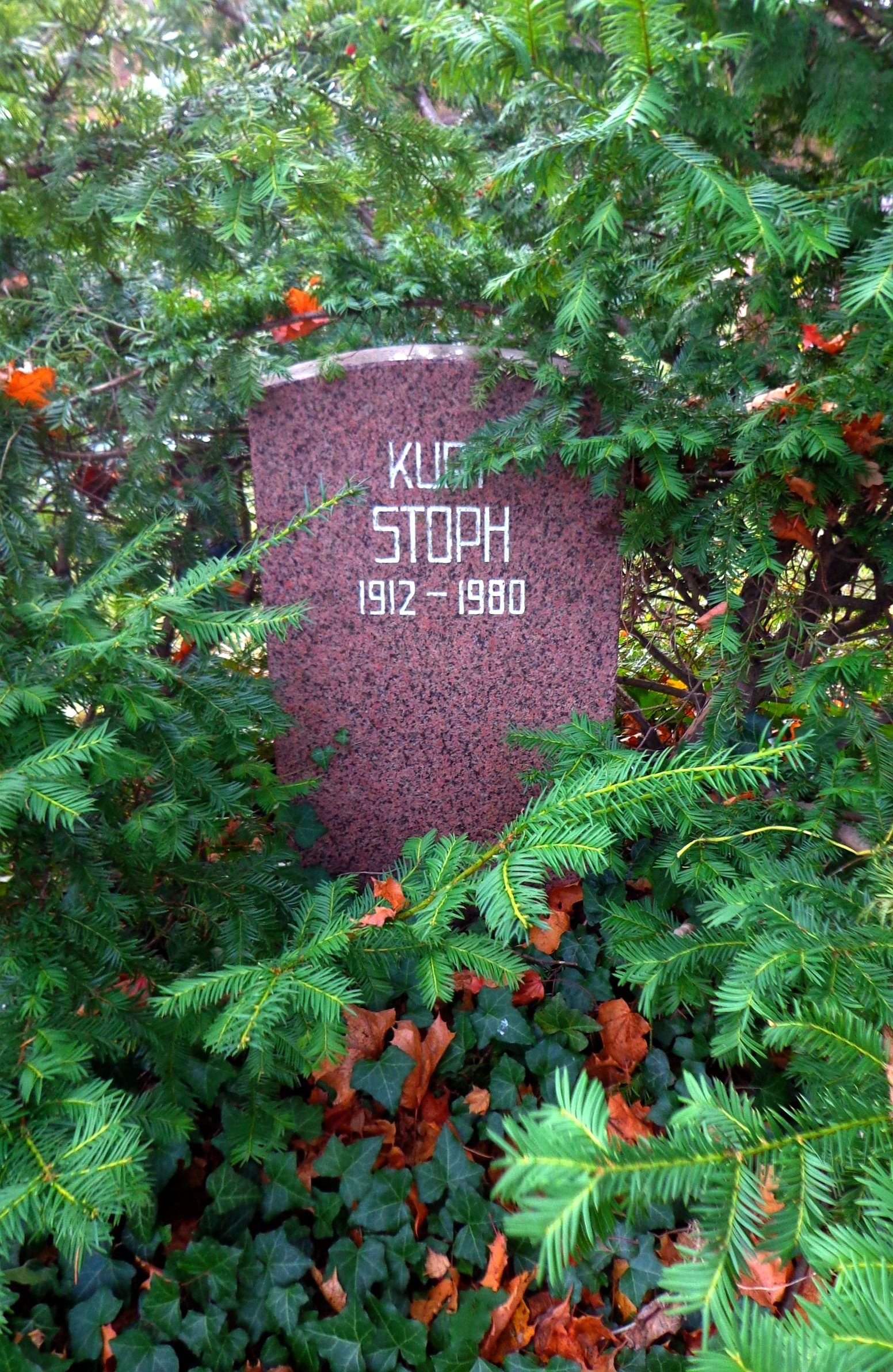
Grabstätte

Stoph wurde als Sohn einer Arbeiterfamilie geboren. Sein jüngerer Bruder Willi Stoph wurde Vorsitzender des Staatsrats der DDR. Kurt Stoph besuchte von 1918 bis 1926 die Volksschule. Anschließend nahm er Fernunterricht als technischer Kaufmann (1926–1929) und erlernte von 1927 bis 1931 den Beruf des Buchdruckers. 1927 trat er dem Buchdruckerverband, der Roten Hilfe und der Roten Jungfront bei. Später war er Gruppen- und Zugführer bei der Roten Jungfront.
Im Februar 1933 wurde Stoph wegen seiner politischen Tätigkeit verhaftet und in das KZ Oranienburg verbracht. Von 1936 bis 1939 arbeitete er als Radiomonteur, von 1939 bis 1942 als kaufmännischer Angestellter in Berlin. Zwischen 1940 und 1945 leistete er Kriegsdienst bei der Wehrmacht.
1945 trat Stoph der KPD, 1946 der SED bei. Von 1946 bis 1949 war er Geschäftsführer im Berliner Baustoffkontor, dann 1950/1951 kommissarischer Leiter der Deutschen Handels-Zentrale Baustoffe. Er absolvierte 1952 die Deutsche Verwaltungsakademie in Forst Zinna und war 1952/53 als Leiter der Hauptabteilung Koordinierung und Kontrollstelle für Industrie und Verkehr beim Ministerrat tätig. Von 1953 bis 1979 war Stoph als Staatssekretär Leiter der Staatlichen Verwaltung der Staatsreserve. 1956/57 besuchte er die Parteihochschule der KPdSU in Moskau.
Stoph gehörte als Mitglied von 1957 bis 1979 dem DTSB-Bundesvorstand an. Er unterzeichnete am 18. Mai 1958 die Gründungsurkunde des Deutschen Fußball-Verbandes und war von 1958 bis 1961 dessen erster Präsident.
Stoph wurde in der Grabanlage Pergolenweg des Berliner Zentralfriedhofs Friedrichsfelde beigesetzt.

## Auszeichnungen
- Medaille für Kämpfer gegen den Faschismus 1933 bis 1945 (1958)
- Banner der Arbeit (1961 und 1964)
- Vaterländischer Verdienstorden in Silber (1969) und in Gold (1972) sowie Ehrenspange zum Vaterländischen Verdienstorden in Gold (1977)